# Verdrag van Péronne (1468)
Het Verdrag van Péronne werd getekend in Péronne op 14 oktober 1468 door Karel de Stoute, hertog van Bourgondië, en Lodewijk XI, koning van Frankrijk. Volgens de bepalingen verkreeg Karel het door de Engelsen geclaimde graafschap Ponthieu. Karel had zijn raadsheer Ferry van Clugny gestuurd om het verdrag te onderhandelen.